# Куп'янський автотранспортний коледж
Куп'янський автотранспортний коледж — державний вищий навчальний заклад І рівня акредитації, підпорядкований Міністерству освіти і науки України та розташований у Куп'янську Харківської області.
Має гуртожиток, бібліотеку (з фондом понад 53 000 прим.) з читальною залою (на 100 місць). На базі коледжу діє пункт реєстрації Харківського регіонального центру оцінювання якості освіти.

## Історія
1885 року було засновано Куп'янське Олександрівське ремісниче училище.
У 1919 році на базі училища відкривається Куп'янська профтехшкола, де навчались майбутні спеціалісти з ремонту сільгоспмашин.
У 1926 році на базі профтехшколи відкрито зерновий технікум, який проіснував до 1934 року і був реорганізований спочатку в агроіндустріальний, а потім в сільськогосподарський технікум зі спеціальностями агроном-рільник, технік-механік, зоотехнік, бухгалтер.
Під час німецько-радянської війни технікум перебував в евакуації в Узбекистані (м. Коканд), після повернення у 1943 році відновив роботу. Перший випуск техніків-механіків автотранспорту відбувся 8 березня 1950 року.
У 1963 році навчальний заклад переходить у підпорядкування Міністерства автомобільного транспорту УРСР, дістає назву Куп'янський автотранспортний технікум, 1966 року переданий до Міністерства автомобільного транспорту та шосейних шляхів СРСР і перейменований на автошляховий технікум. З 1969 року він називається Куп'янським автотранспортним технікумом.
12 грудня 2007 року Наказом МОН України Куп'янський автотранспортний технікум було перейменовано в Куп'янський автотранспортний коледж.
17 січня 2023 року технікум був пошкоджений у ході російсько-української війни, у будівлю влучила ракета С-300

## Структура, спеціальності
Коледж готує молодших спеціалістів за фахом:
- Обслуговування та ремонт автомобілів і двигунів;
- Організація перевезень і управління на автотранспорті;
- Організація і регулювання дорожнього руху.

На теперішній час Куп'янський автотранспортний коледж — навчальний заклад І-го рівня акредитації, який має відповідну навчально-технічну базу: навчальні майстерні, автомобільний гараж, студентський гуртожиток, спортивний зал, їдальню, бібліотечний фонд нараховує 53838 книг з читальною залою на 100 місць.
Навчання студентів проводиться в 31 сучасно обладнаній аудиторії та 7 спеціалізованих лабораторіях. Значна увага приділяється в коледжі формуванню практичних навичок майбутніх фахівців.
Навчальні площі закладу становлять понад 1000 м2. Є власний автомобільний парк, автодром.